# Trobar clus
Trobar clus или затворена форма, био је компликован стил поезије трубадура за мању публику. Ову форму ценила је само елита, а веома је развио Маркабру, али до 1200. године је испарила, због неприступчаности. Међу имитаторима Маркабруа су Алегре и Маркоа, који су тврдили да пишу vers contradizentz (контрадикторне стихове), налик стилу  trobar clus. Ниже је дат начин на који је Маркоа написао свој Сирвентес Mentre m'obri eis huisel, у коме песник сам скреће пажњу на moz clus (затворене речи):
Mon serventes no val plus,
que faitz es de bos moz clus
apren lo, Domeing Sarena.
Међу практикантима овог стила био је и Пеир д'Алверн, умногоме опонашатељ Маркабруа, Рембо од Оренжа који је опонашао Маркоа. Највештија међу женама трубадурима била је Ломбарда (1216)